# Марлоу (Оклахома)
Марлоу (енгл. Marlow) град је у америчкој савезној држави Оклахома.

## Демографија
По попису из 2010. године број становника је 4.662, што је 70 (1,5%) становника више него 2000. године.
| Група             | 2000.         | 2010.         |
| Белци             | 4.100 (89,3%) | 3.992 (85,6%) |
| Афроамериканци    | 2 (0,0%)      | 8 (0,2%)      |
| Азијати           | 11 (0,2%)     | 11 (0,2%)     |
| Хиспаноамериканци | 101 (2,2%)    | 203 (4,4%)    |
| Укупно            | 4.592         | 4.662         |